# Dekanat Lichfield
Dekanat Lichfield – jeden z 18 dekanatów rzymskokatolickiej archidiecezji Birmingham w Wielkiej Brytanii. W jego skład wchodzi 8 parafii.

## Lista parafii
| Lp. | Miejscowość           | Parafia                                 | Kościół                                                         | Grafika |
| --- | --------------------- | --------------------------------------- | --------------------------------------------------------------- | ------- |
| 1   | Lichfield             | Parafia Świętego Krzyża                 | Kościół Świętego Krzyża w Lichfield                             |         |
| 2   | Barton-Under-Needwood | Parafia Matki Bożej Nieustającej Pomocy | Kościół Matki Bożej Nieustającej Pomocy w Barton-Under-Needwood |         |
| 3   | Streetly              | Parafia św. Anny                        | Kościół św. Anny w Streetly                                     |         |
| 4   | Brownhills            | Parafia św. Bernadetty                  | Kościół św. Bernadetty w Brownhills                             |         |
| 5   | Tamworth              | Parafia Najświętszego Serca Jezusowego  | Kościół Najświętszego Serca Jezusowego w Tamworth               |         |
| 6   | Burntwood             | Parafia św. Józefa                      | Kościół św. Józefa w Burntwood                                  |         |
| 7   | Burton-On-Trent       | Parafia św. Marii i św. Modwena         | Kościół św. Marii i św. Modwena w Burton-On-Trent               |         |
| 8   | Haunton               | Parafia św. Michała i św. Jerzego       | Kościół św. Michała i św. Jerzego w Haunton                     |         |